# Железный кулак (памятник)
Памятник «Железный кулак» (азерб. “Dəmir yumruq” abidəsi) — памятник, расположенный в посёлке Гадрут Ходжавендского района Азербайджана. Памятник носит название проведённой осенью 2020 года Вооружёнными силами Азербайджана военной операции в Нагорном Карабахе и прилегающих территориях, в ходе которой под контроль Азербайджана вернулся и Гадрут.
Автором памятника является художник Эльхан Алиев. Открытие памятника состоялось 24 июня 2021 года и было приурочено ко Дню Вооружённых сил Азербайджанской Республики.

## Описание памятника
Памятник «Железный кулак» расположен на территории воинской части посёлка Гадрут перед «Мемориальным комплексом шахидов Победы». На памятнике, имеющем форму кулака, изображены солдаты и беспилотные летательные аппараты, находящиеся на вооружении Вооружённых сил Азербайджана.

## История
По словам автора памятника Эльхана Алиева, создать этот памятник его побудил кулак президента Ильхама Алиева. Так, ещё в период Второй Карабахской войны, президент страны в своём обращении к народу, демонстрировал свой кулак, заявляя:
Наш кулак не только наносит удар по врагу. Наш кулак — это наше единство, единство нашего народа, целенаправленная деятельность, принятие выгодных нам и отражающих справедливость постановлений, резолюций на международной арене.
Эльхан Алиев сначала подготовил макет этого памятника и подарил его генералу Маису Бархударову, командовавшему воинским объединением во время войны. Бархударову очень понравился макет. В беседе с генералом Эльхан Алиев предложил сделать ряд исправлений, на что Бархударов дал своё согласие. Проект памятника и «Мемориального комплекса шахидов Победы» предоставила дочь Эльхана Алиева — молодой архитектор Гюляр Ализаде. Вместе с командой компании, которую возглавляет Эльхан Алиев, и был создан памятник «Железный кулак» на собственные средства. На создание памятника ушло пять месяцев.
Открытие памятника состоялось 24 июня 2021 года и было приурочено ко Дню Вооружённых сил Азербайджанской Республики.